# Juan José Dolado Lobregad
Juan José Dolado Lobregad (Zaragoza, 1955) es un economista aragonés, profesor de la universidad y Premio Rey Jaime I de Economía en 2015.

## Biografía
En 1977 se graduó en ciencias económicas en la Universidad Complutense de Madrid. En 1981, hizo un máster en la London School of Economics y en 1988 recibió su doctorado de la Universidad de Oxford. Actualmente es profesor de Fundamentos de Análisis Económico en la Universidad Carlos III de Madrid, donde fue jefe del departamento de economía de 1998 a 2001, y a partir de 2014 profesor en el departamento de economía en el Instituto Universitario Europeo. A partir de 1992 a 1996 fue economista jefe del Servicio de Estudios del Banco de España y en 2000 fue miembro de la comisión de seguimiento del Banco Central Europeo. De 1989 a 1996 fue jefe de redacción de la Revista Española de Economía.
Sus principales áreas de investigación son la economía laboral y econometría teórica. Está vinculado con el grupo de economistas llamados "Los cien", junto a la Fundación de Estudios de Economía Aplicada (Fedea), una organización de carácter liberal y patrocinado por la banco, que en la primavera de 2009 firmó un manifiesto en favor de una reforma laboral en España, lo que reduce la indemnización por despido de los trabajadores. En el año 2015 ha sido galardonado con el Premio Rey Jaime I de Economía.

## Obras
- Procedimientos de Búsqueda de Especificación Dinámica: El Caso de la Demanda de M3 en España. Banco de España, Estudios Económicos nº 27 (1982).
- Estudios sobre el Mercado de Trabajo en España. FEDEA. 1995.
- Ensayos sobre los Efectos Económicos de la Inmigración en España. Monografía FEDEA (2007).
- La Crisis de la Economía Española. Análisis Económico de la Gran Recesión. Monografía FEDEA (2010).
- No Country for Young People?. Youth Labour Market Problems in Europe. VoxEU (e-book), CEPR London (2015)